# Camptoloma vanata
Camptoloma vanata is een vlinder uit de familie van de Uilen (Noctuidae). De wetenschappelijke naam van de soort is voor het eerst geldig gepubliceerd in 1994 door Fang.
De soort komt voor in Vietnam en het zuiden van China.